# Prostřední Lánov

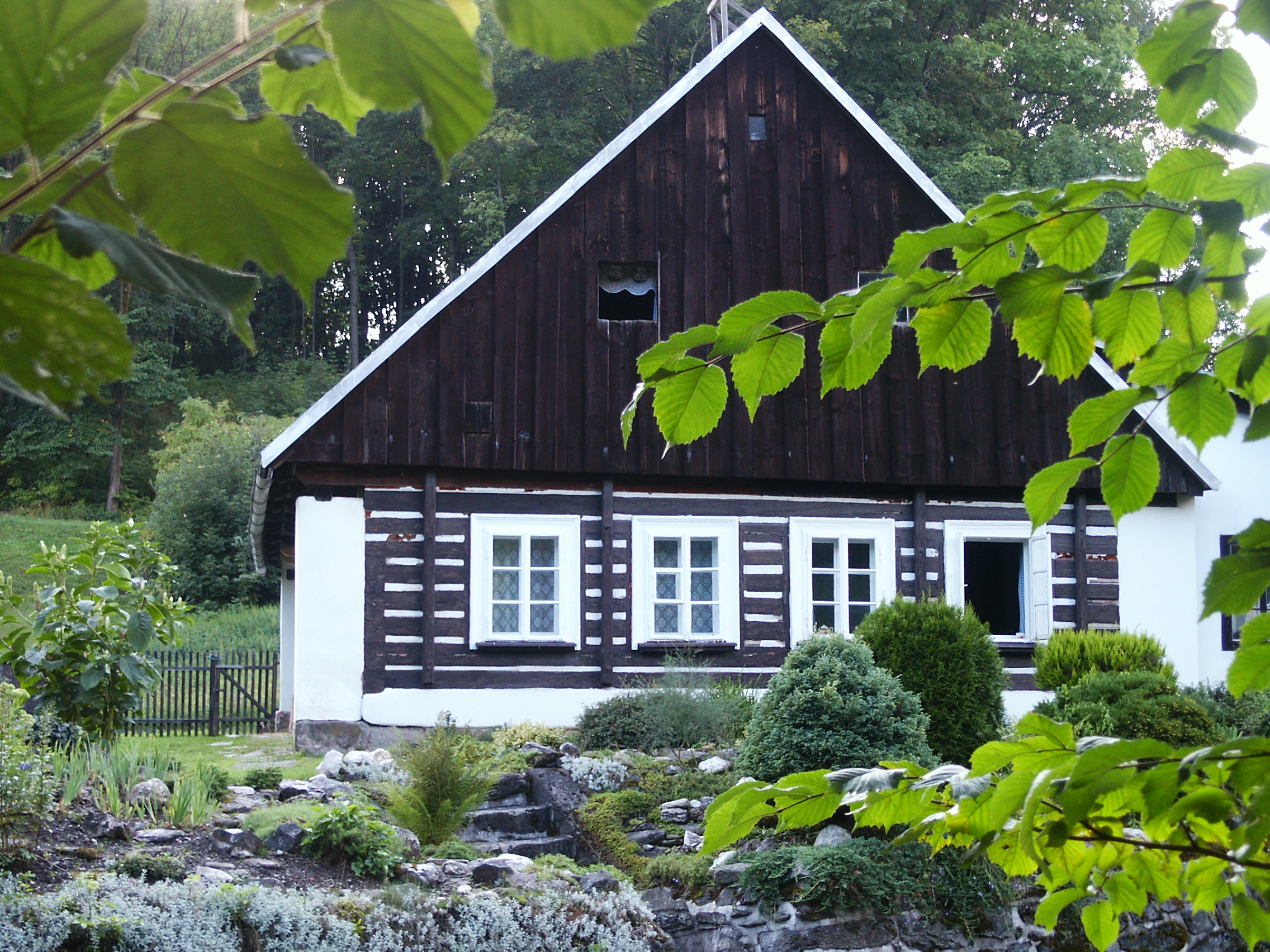
Haus nr. 71

Prostřední Lánov (deutsch Mittel Langenau) ist ein Ortsteil der Gemeinde Lánov in Tschechien. Er liegt vier Kilometer östlich von Vrchlabí und gehört zum Okres Trutnov.

## Geographie
Prostřední Lánov befindet sich im Riesengebirgsvorland und ist Teil eines neun Kilometer langen Waldhufendorfes, das sich von Dolní Dvůr bis Prosečné in Nord-Süd-Richtung im Tal der Malé Labe erstreckt. Die oberen beiden, der sich aneinander reihenden Ortschaften Horní Lánov, Prostřední Lánov, Dolní Lánov und Malý Lánov bilden die Gemeinde Lánov; die unteren die Gemeinde Dolní Lánov. Nördlich erhebt sich der Buben (598 m), im Nordosten der Lánský kopec (Zirmkoppe, 614 m), südwestlich der Nad Hájem (501 m) und Zimův vrch (499 m) sowie im Nordwesten der Liščí kopec (546 m) und Jankův kopec (694 m). Im Ortszentrum durchquert die Straße I/14 zwischen Vrchlabí und Trutnov das Tal der Malé Labe. Bei der Ansiedlung Peklo werden am Nordhang des Lánský kopec Dolomitkalkbrüche betrieben. Westlich befinden sich der Flugplatz Lánov sowie der Stausee Vrchlabský rybník.
Nachbarorte sind Horní Lánov und Peklo im Norden, Bönischovy Boudy und Černý Důl im Nordosten, Čistá v Krkonoších und Kovársko im Osten, Fořt im Südosten, Dolní Lánov im Süden, Podhůří im Südwesten, Dolejší Vrchlabí und Vrchlabí im Westen sowie Hořejší Vrchlabí im Nordwesten.

## Geschichte
Es wird angenommen, dass das Tal der Kleinen Elbe bereits zu Beginn der zweiten Kolonisationswelle zwischen 1250 und 1260 besiedelt worden ist. Die erste schriftliche Erwähnung von Langnow bzw. Langnaw erfolgte 1355. Im Jahre 1359 wurde der Ort als Lognow bezeichnet. Das Dorf gehörte zum königlichen Distrikt Trutnov, dessen Güter von verschiedenen Verwaltern unter der Aufsicht eines Burgvogtes bewirtschaftet wurden. Karl IV. machte 1362 von seinen Patronatrechten als Landesherr selbst Gebrauch und bestimmte einen Pfarrer der Kirche St. Jakobus. Zu dieser Zeit gehörte der Ort zu den bedeutendsten Dörfern im Westteil des Distrikts. Im Jahre 1394 belehnte Wenzel IV. Johann Čuch von Zásada auf Návarov mit Lognow. Ab 1406 machte Henik von Waldstein auf Stepanitz Johanns Sohn, Peter Čuch von Zásada, die Eisenerzgruben von Lognow streitig. Während der Hussitenkriege wurde Lagnow 1424 von den nach Hostinné ziehenden Truppen Jan Žižkas heimgesucht. Die Bewohner des Dorfes waren im 15. Jahrhundert Bergleute, die Eisenerz förderten, sowie Holzfäller, Köhler und Schmiede – die Landwirtschaft spielte nur eine untergeordnete Rolle. Weitere Namensformen waren Lanow (1437), Langenau (1564), Langnau (1620) und Langenaw (1626). Das ausgehende 15. Jahrhundert war die Blütezeit des Langenauer Eisenbergbaus, in der immer neue Lagerstätten aufgesucht wurden. Nachdem der alte Streit um die Bergrechte gerichtlich beilegt worden war, flammte er 1488 erneut auf, als Heniks Enkel, Hynek von Waldstein auf Stepanitz, sich in seinen Rechten am Altenberg bei Hackelsdorf beschnitten sah und den neuen Lehnsherrn von Lognow Alesch von Schanow (Aleš Šanovec) auf Hostinné und Návarov auf Schadenersatz verklagte. Dabei traten auch die Hammermeister Nickel von Langenau und Hans vom Oberen Hammer als Zeugen auf. Hynek von Waldstein konnte seine Rechte als Älterer im Feld 1489 erfolgreich vor dem Oberlehnsgericht durchsetzen. Alesch von Schanow verstarb 1493, seine beiden Söhne teilten nach Erreichen der Volljährigkeit 1507 den Besitz. Wenzel erhielt dabei Lognow mit dem Unteren Hammer; das flussaufwärts liegende Gebiet sowie Lauterwasser und den Oberen Hammer bekam Johann. Die Stadt Hostinné besaßen beide Brüder hälftig. 1519 kaufte Johann von Wartenberg beide Teile, verkaufte sie aber schon 1521 an Zdeněk von Waldstein. 1525 wurde die Gegend vom Trautenauer Lehen abgetrennt und Johann Tetour von Tetov überlassen. Dieser verkaufte den Besitz einschließlich des Langenauer Eisenberges bzw. Altenberges 1533 an den königlichen Oberstbergmeister Christoph von Gendorf, der die Herrschaft Hohenelbe errichtete. Gendorf erwarb 1543 auch den königlichen Anteil von Langenau, den ihm jedoch Wilhelm von Waldstein auf Stepanitz streitig machte. Am 13. Oktober 1552 wurde der Streit zugunsten Gendorfs entschieden; Wilhelm von Waldstein verblieb nur der im unteren Teil des Dorfes gelegene Lehnhof (Klein Langenau). Gendorf stattete Langenau mit Privilegien aus und ließ im ehemals königlichen Anteil neue Eisenwerke, Hämmer und Hochöfen anlegen, dennoch verlor der Ort infolge der Gründung der Bergstadt Hohenelbe an Bedeutung.
Seit dem 16. Jahrhundert lässt sich eine Unterscheidung in mehrere Teile nachweisen. Die älteste Nennung von Horní Lánov (horzeyssi wes lanow) erfolgte 1519, die von Dolní Lánov 1542 im Zusammenhang mit dem Niederrichter zu Langnaw, die von Prostřední Lánov (Mittel-Langnaw) 1654 und die von Malý Lánov (Klein Gemein Langenau) 1657. Seit 1601 war Niederhof, das zuvor zu Ober Langenau gehört hatte, ein selbständiger Bergort. Der Langenauer Eisenhammer brannte 1661 nieder. 1687 gründete Matthias Kießling in Mittel Langenau eine Papiermühle. Während im 18. Jahrhundert der Bergbau seinen Niedergang erlebte, erlangte die landwirtschaftliche Nutzung der Hänge beiderseits des Tales an Bedeutung. Da sie jedoch wenig ertragreich blieb, verbreitete sich die Heimweberei und Spinnerei als Haupterwerb. 1834 lebten in den 111 Häusern von Mittel Langenau 755 Menschen. Neben der Papiermühle Kießling mit 20 Beschäftigten bestand zu dieser Zeit im Dorf eine Leinwandbleiche. Katholischer Pfarrort war Nieder Langenau. Bis zur Mitte des 19. Jahrhunderts blieb das Dorf der Herrschaft Hohenelbe untertänig.

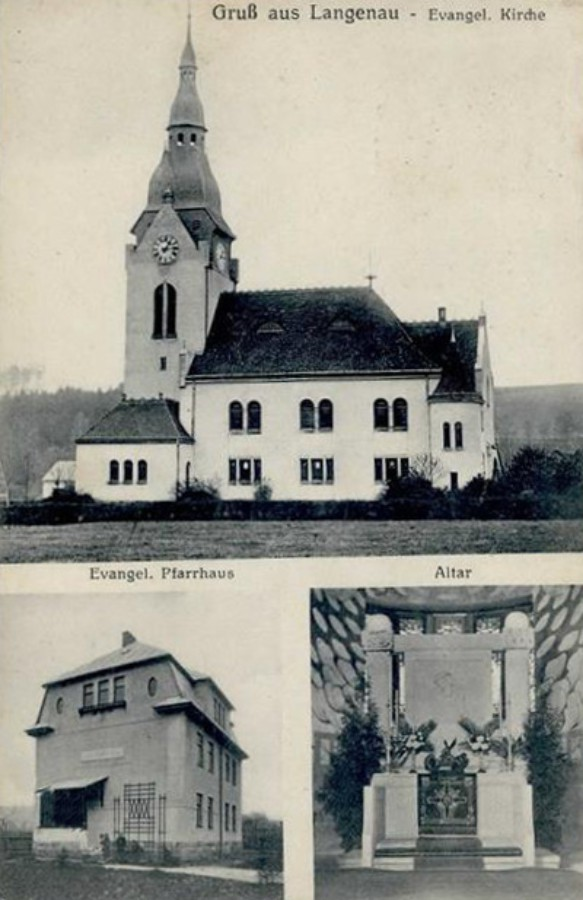
Evangelische Kirche (vor 1910)

Nach der Aufhebung der Patrimonialherrschaften bildete Mittel Langenau / Prostřední Lanov ab 1850 eine Gemeinde im Gerichtsbezirk Hohenelbe bzw. im Bezirk Hohenelbe. Nachdem die Papiermühle von Friedrich Kießling 1860 niedergebrannt war, entstand an ihrer Stelle die Papierfabrik Emil Weiß, Neumann & Fried, die später unter Emil Weiß & Ruckmich und Emil Weiß & W. Ullmann firmierte. Die Langenauer Mechanische Weberei und Schlichterei von Leutzendorf & Waengler wurde 1872 gegründet. 1888 brannte die Papierfabrik Emanuel Weiß ab. Danach kauften die Gebrüder Gerstel das Gelände und errichteten 1895 dort eine mechanische Weberei, die 1899 von Moritz Doctor übernommen wurde und als „K. k. Mittellangenauer mechanische Weberei und Appretur Moritz Doctor“ firmierte. Damals waren dort 250 Arbeiter beschäftigt, die an 512 Webstühlen rohe und bunte Baumwollwaren herstellten. Im Jahre 1899 bildete sich Mittel Langenau eine Gemeinde der Deutschen Evangelischen Kirche in Böhmen, Mähren und Schlesien. Diese ließ 1902 nach Plänen von Schilling & Graebner die Erlöserkirche erbauen, die 1916 zur evangelischen Pfarrkirche für Nieder-, Mittel-, Ober-Langenau, Niederhof, Forst, Lauterwasser und Schwarzenthal erhoben und 1980 abgerissen wurde. Unter der Leitung des Mittel Langenauer Bürgermeisters und Unternehmers William Clay wurde 1911 eine gemeinschaftliche Wasserversorgung für die Gemeinden Mittel-, Ober- und Nieder Langenau sowie Proschwitz errichtet, zu der im Riesengebirge oberhalb von Niederhof in 1000 m. ü. M. die Quellen gefasst wurden. Der tschechische Ortsname wurde 1921 von Prostřední Lanov in Prostřední Lánov geändert. Westlich des Dorfes entstand 1933 ein Flugplatz für Gleit- und Segelflieger.
Im Jahre 1930 hatte die Gemeinde 1249 Einwohner, 1939 waren es 1282. Infolge des Münchner Abkommens wurde Mittel Langenau 1938 dem Deutschen Reich angeschlossen und gehörte bis 1945 zum Landkreis Hohenelbe. In dieser Zeit wurde am Fuße der Zirmkoppe ein stattliches Holzhaus als Unterkunft für in der Landwirtschaft eingesetzte Zwangsarbeiterinnen errichtet. Ende 1944 beschlagnahmte das Militär das sogenannte Lager als Unterkunft für hohe SS-Offiziere. Nach dem Zweiten Weltkrieg kam der Ort zur Tschechoslowakei zurück und die deutsche Bevölkerung wurde bis Oktober 1946 vertrieben. Bis Ende 1945 erfolgte die Ansiedlung von Tschechen aus den Bezirken Jilemnice, Semily, Jičín, Nová Paka. Im Jahre 1947 waren in der Gemeinde 674 Tschechen angesiedelt. In Prostřední Lánov verblieben 15 Deutsche, bei ihnen handelte es sich um Partner aus interkulturellen Ehen, Spezialisten oder Greisinnen. Im Zuge der Gemeindegebietsreform wurden Prostřední Lánov und Horní Lánov mit Beginn des Jahres 1961 zu einer Gemeinde Lánov zusammengeschlossen, zugleich wurde diese infolge der Aufhebung des Okres Vrchlabí dem Okres Trutnov zugeordnet. Im Jahre 1991 lebten in Prostřední Lánov 1075 Menschen. Beim Zensus von 2001 wurden 262 Wohnhäuser und 1090 Einwohner gezählt. Durch seine Lage an der Fernstraße I/14 zwischen Vrchlabí und Trutnov bildet Prostřední Lánov das Zentrum der Gemeinde Lánov.

## Sehenswürdigkeiten
- Gezimmerte Chaluppen in Volksbauweise
- Gefallenendenkmal, errichtet 1927
- Wasserwerk, erbaut 1911